# Ammophila ardens
Ammophila ardens är en biart som beskrevs av Frederick Smith 1868.
Ammophila ardens ingår i släktet Ammophila och familjen grävsteklar. Inga underarter finns listade i Catalogue of Life.